# Bankomat (film)
Bankomat (tytuł oryg. ATM) – amerykańsko-kanadyjski film fabularny (horror/dreszczowiec) z 2012 roku, wyreżyserowany przez Davida Brooksa.

## Obsada
- Brian Geraghty − David Hargrove
- Alice Eve − Emily Brandt
- Josh Peck − Corey Thompson
- Tori Murray − mężczyzna
- Robert Huculak − Robert
- Ernesto Griffith − ochroniarz

## Recenzje
Bankomat spotkał się z negatywnym przyjęciem krytyków. Agregujący recenzje filmowe serwis Rotten Tomatoes, w oparciu o dwadzieścia pięć omówień, okazał obrazowi 9-procentowe wsparcie. David Nusair, redaktor witryny internetowej Reel Film Reviews, okrzyknął film jako „niedorzeczny thriller”.